# 麥克唐納茲克羅斯羅茲 (特拉華州)
麦克唐纳兹克羅斯羅茲（英語：McDonalds Crossroads）是位於美國特拉華州蘇塞克斯縣的一個非建制地區。該地的面積和人口皆未知。

## 地理
麦克唐纳兹克羅斯羅茲的座標為38°40′03″N 75°26′51″W / 38.66750°N 75.44750°W，而該地的平均海拔高度為13米（即43英尺）。